# Statoil Fuel & Retail
Statoil Fuel & Retail est une chaîne de station-service. La bannière, exploitée par la société Alimentation Couche-Tard depuis 2012, opère dans le nord de l'Europe. Le nom de Statoil est retiré des stations en 2016 lors de la fusion par Alimentation Couche-Tard de la filiale avec Circle K.

## Histoire

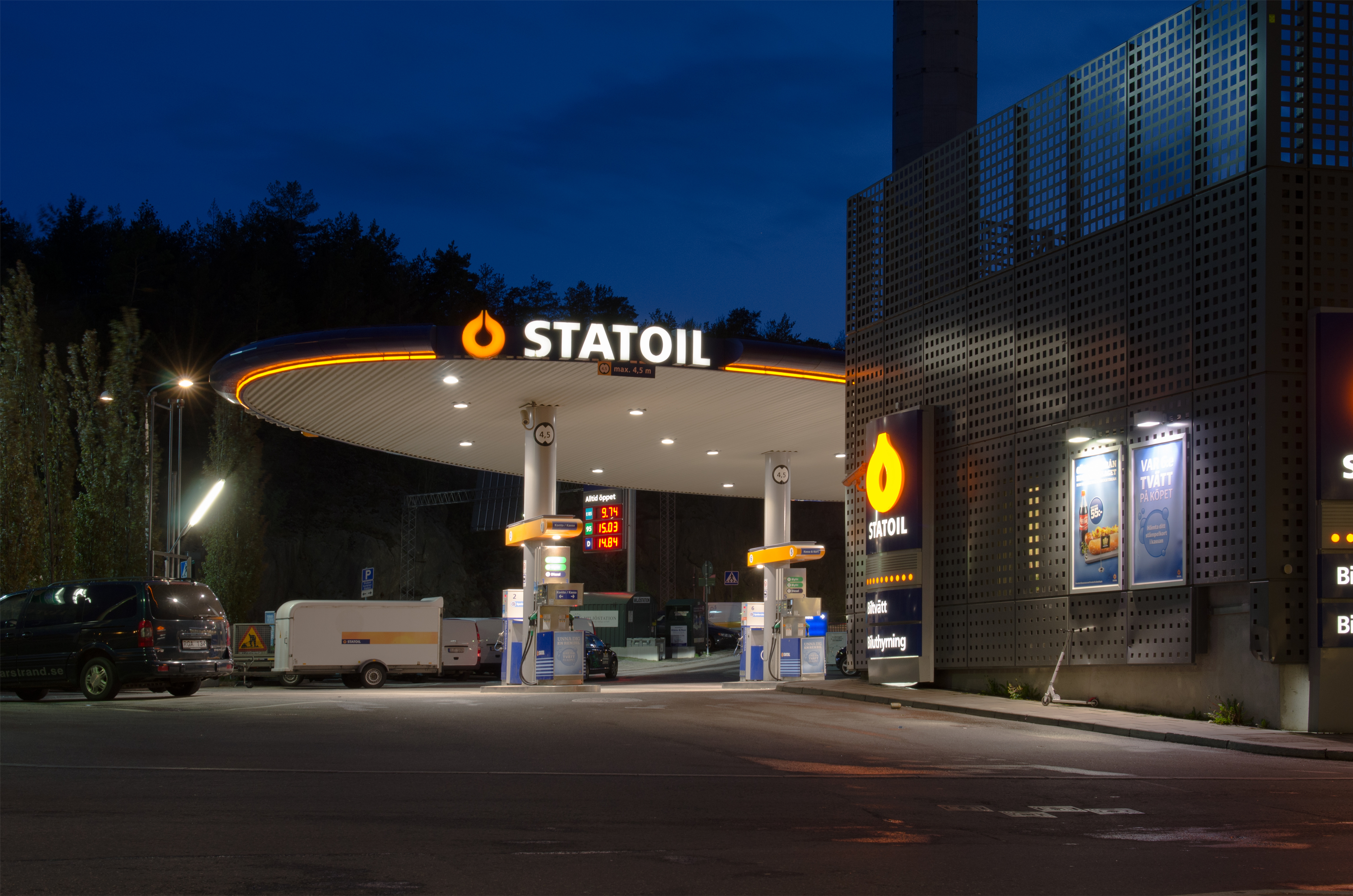
Un succursale Statoil à Stockholm.

La compagnie est créée en 2010 par sa séparation de la pétrolière norvégienne Statoil. Elle apparaît comme une compagnie distincte à la Bourse d'Oslo le 22 octobre 2010. Le 18 avril 2012, l'entreprise canadienne Couche-Tard annonce qu'elle achète Statoil Fuel & Retail pour 2,8 milliards $. Le contrat inclut le droit d'utiliser le nom « Statoil » jusqu'au 30 septembre 2019.
Le 22 septembre 2015, la société mère annonce que la bannière Statoil serait remplacée par Circle K. Le changement pourrait débuter en mai 2016.